# Pachydissus grossepunctatus
Pachydissus grossepunctatus är en skalbaggsart som beskrevs av J. Linsley Gressitt och Yves Rondon 1970. Pachydissus grossepunctatus ingår i släktet Pachydissus och familjen långhorningar.
Artens utbredningsområde är Laos. Inga underarter finns listade i Catalogue of Life.